# Ấn tượng âm nhạc Bydgoszcz
Ấn tượng âm nhạc Bydgoszcz là một lễ hội âm nhạc và khiêu vũ quốc tế, còn có tên là "Cuộc gặp gỡ Quốc tế của các nghệ sĩ trẻ" diễn ra tại Bydgoszcz, được Cung văn hóa thanh thiếu niên Bydgoszcz tổ chức hàng năm.

## Lịch sử
Ý tưởng tổ chức lễ hội này được Cung văn hóa thanh thiếu niên Bydgoszcz đưa ra vào năm 1977. Dưới sự hỗ trợ của Bộ Giáo dục Quốc gia, Bộ Văn hóa và Di sản Quốc gia, Cung văn hóa thanh thiếu niên Bydgoszcz đã tổ chức thành công lễ hội lần thứ nhất. Trong lần tổ chức đầu tiên này, ban tổ chức đã mời đến 15 ban nhạc ở nhiều thể loại khác nhau, đến từ các nước khác nhau như Bulgaria, Tiệp Khắc, Đông Đức, Romania, Liên Xô và Ba Lan tham gia và biểu diễn. Trong lần tổ chức thứ ba của mình vào năm 1979, ban tổ chức đã tiến hành quyên góp quỹ để xây dựng Đài tưởng niệm bệnh viện của Trung tâm Y tế trẻ em ở Warszawa. Ban tổ chức đã ghi nhận về sự gia tăng các đội tham gia đáng kể theo các năm tổ chức lễ hội.
Trong năm 2016, ban tổ chức đã có 19 giải thưởng được trao cho 19 đội đến từ các quốc gia: Bỉ, Belarus, Cộng hòa Séc, Latvia, Ba Lan, Serbia, Slovakia, Ukraina, Hungary. Trong năm 2017 đã có 15 giải thưởng được trao cho 15 ban nhạc đến từ 9 quốc gia: Belarus, Trung Quốc, Cộng hòa Séc, Ba Lan, Romania, Serbia, Ukraina, Hungary, Ý. Năm 2018, đã có 14 giải thưởng được trao cho 14 ban nhạc đến từ 9 quốc gia Belarus, Bulgaria, Trung Quốc, Cộng hòa Séc, Ba Lan, Nga, Slovakia, Ukraina, Ý. Năm 2019 là lần thứ 42 của lễ hội, đã có 22 giải thưởng được trao cho 22 ban nhạc đến từ 13 quốc gia (Belarus, Trung Quốc, Cộng hòa Séc, Georgia, Hà Lan, Latvia, Ba Lan, Nga, Romania, Thổ Nhĩ Kỳ, Ukraine, Hungary, Ý. Ban tổ chức đã quyết định không tổ chức lễ hội trong năm 2020 do ảnh hưởng của đại dịch COVID-19.

## Mục tiêu
Ấn tượng âm nhạc Bydgoszcz là sự kiện Quốc tế quan trọng nhất được tổ chức bởi Cung văn hóa thanh thiếu niên Bydgoszcz nhằm tạo điều kiện cho các nghệ sĩ trẻ được biểu diễn, thể hiện tài năng, đồng thời là dịp để phổ biến âm nhạc, văn hóa của Ba Lan đến với các bạn bè quốc tế, tạo ra một môi trường cho các nghệ sĩ trẻ được học tập, trao đổi kinh nghiệm và thúc đẩy sự sáng tạo của các nghệ sĩ.

## Điều kiện tham gia
- Các nhóm nhạc nghiệp dư Ba Lan và nước ngoài có thể tham gia lễ hội;
- Thể loại tham gia không giới hạn, có thể: hợp xướng, dàn nhạc, hòa tấu nhạc cụ, thanh nhạc, dàn nhạc dân gian, nhạc jazz, nhạc nhẹ, nhảy hiện đại...
- Tuổi của người tham gia không được vượt quá 25 tuổi;

## Thư viện ảnh

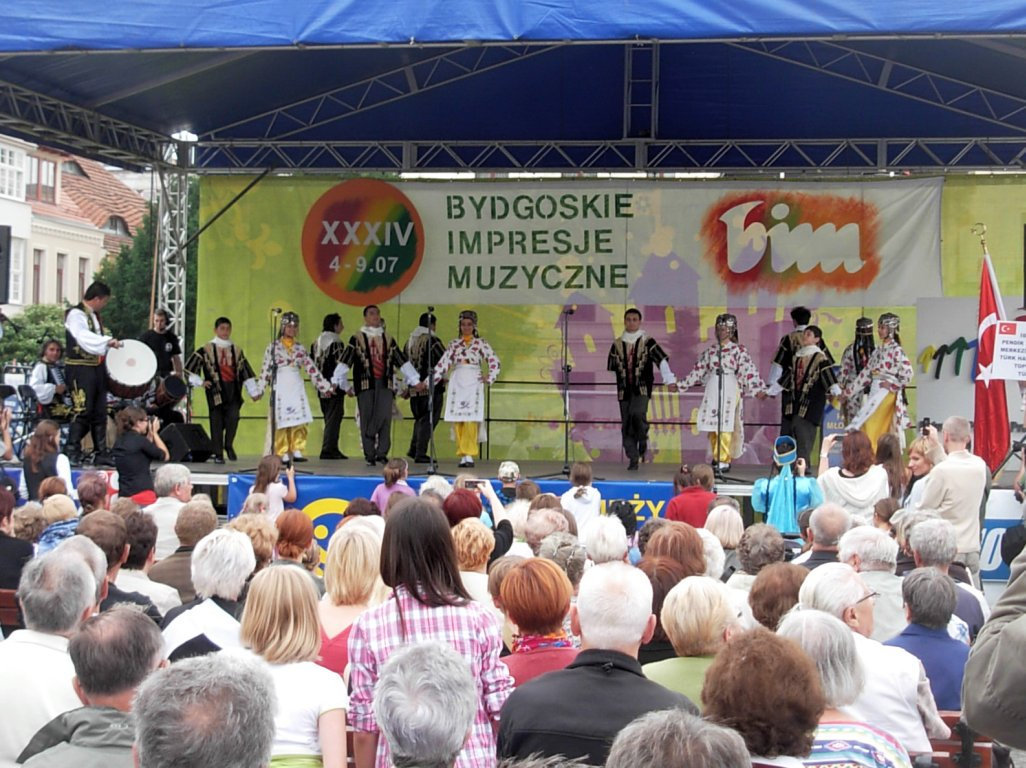
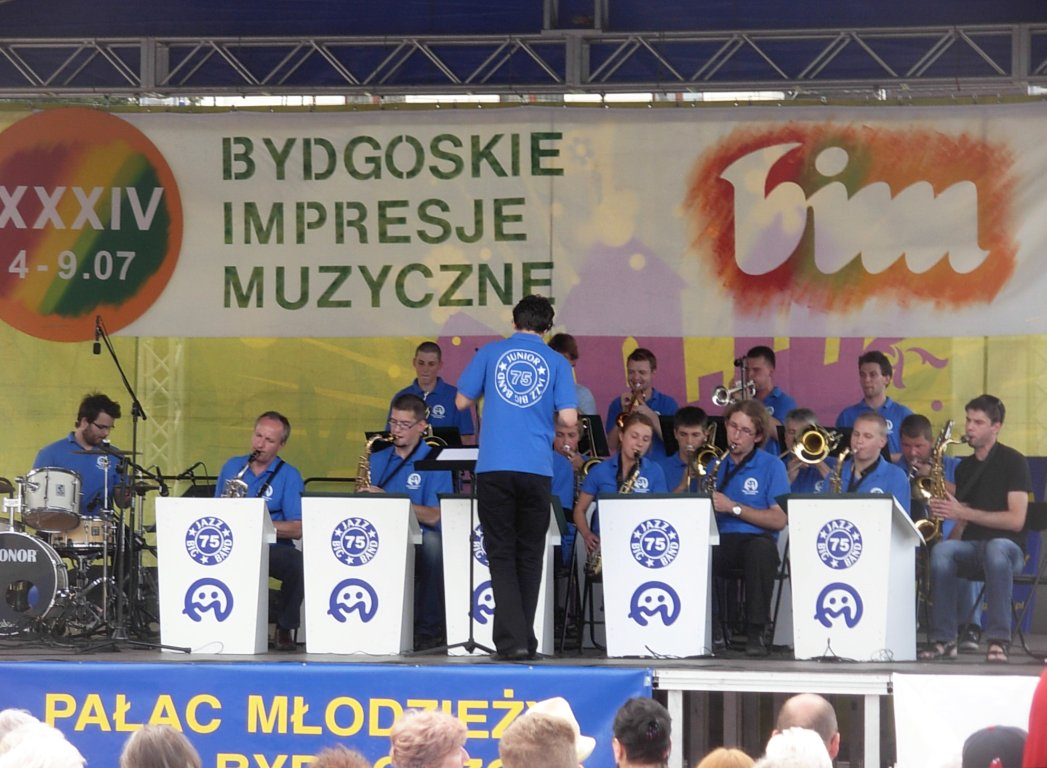
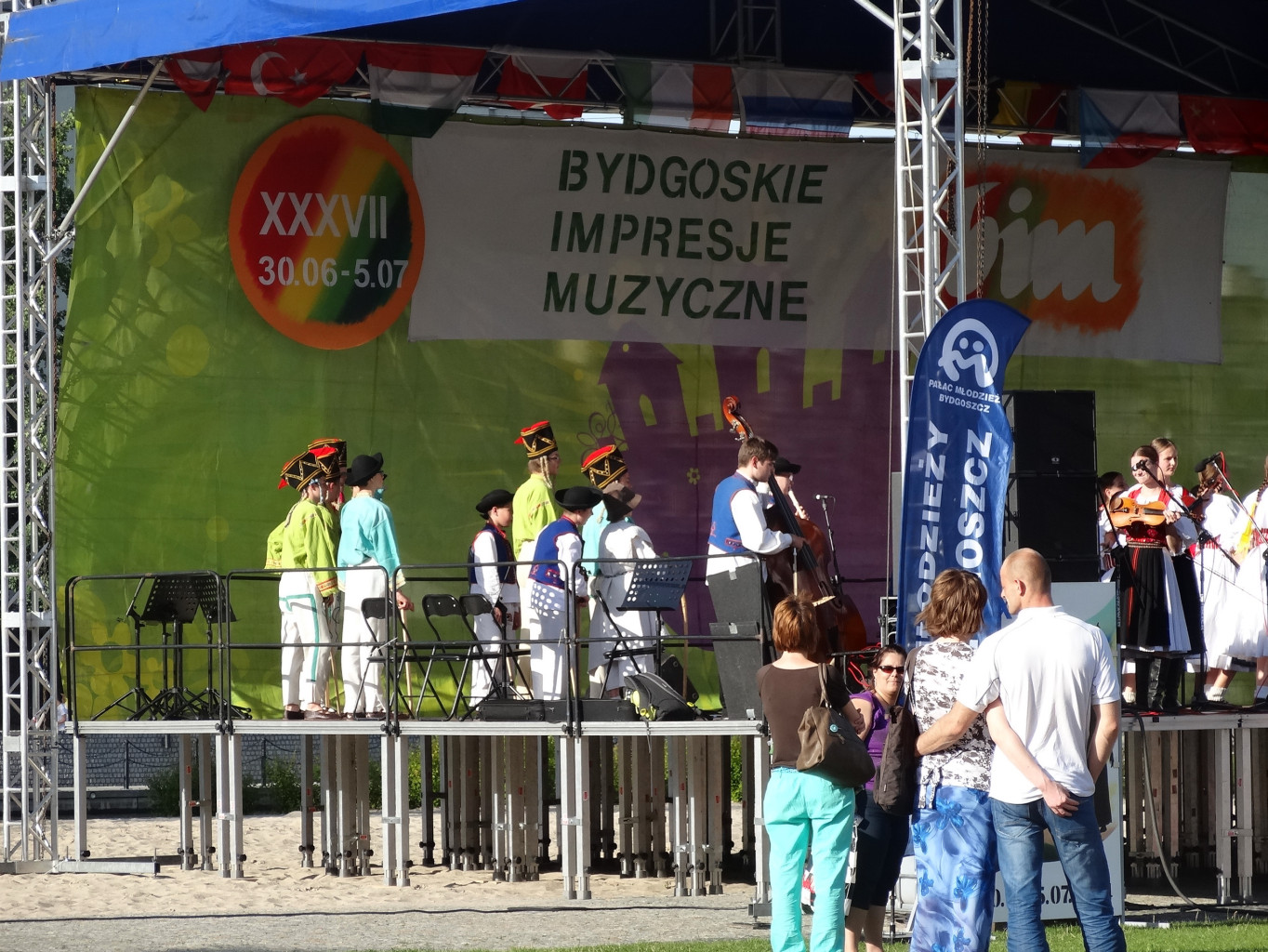
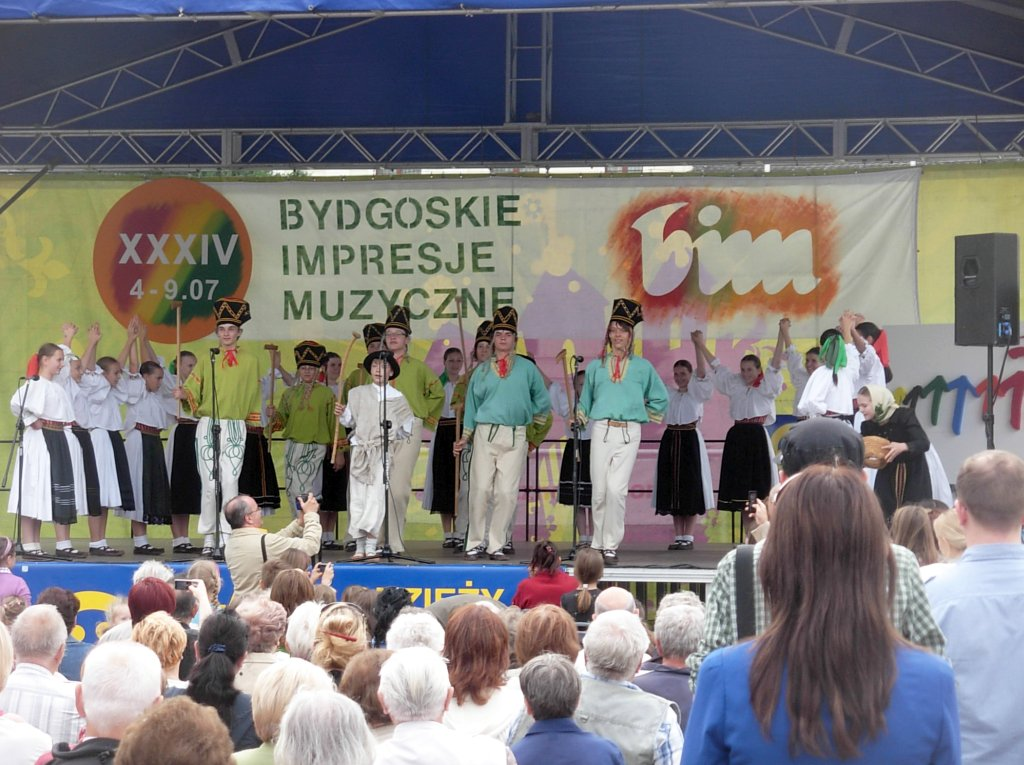
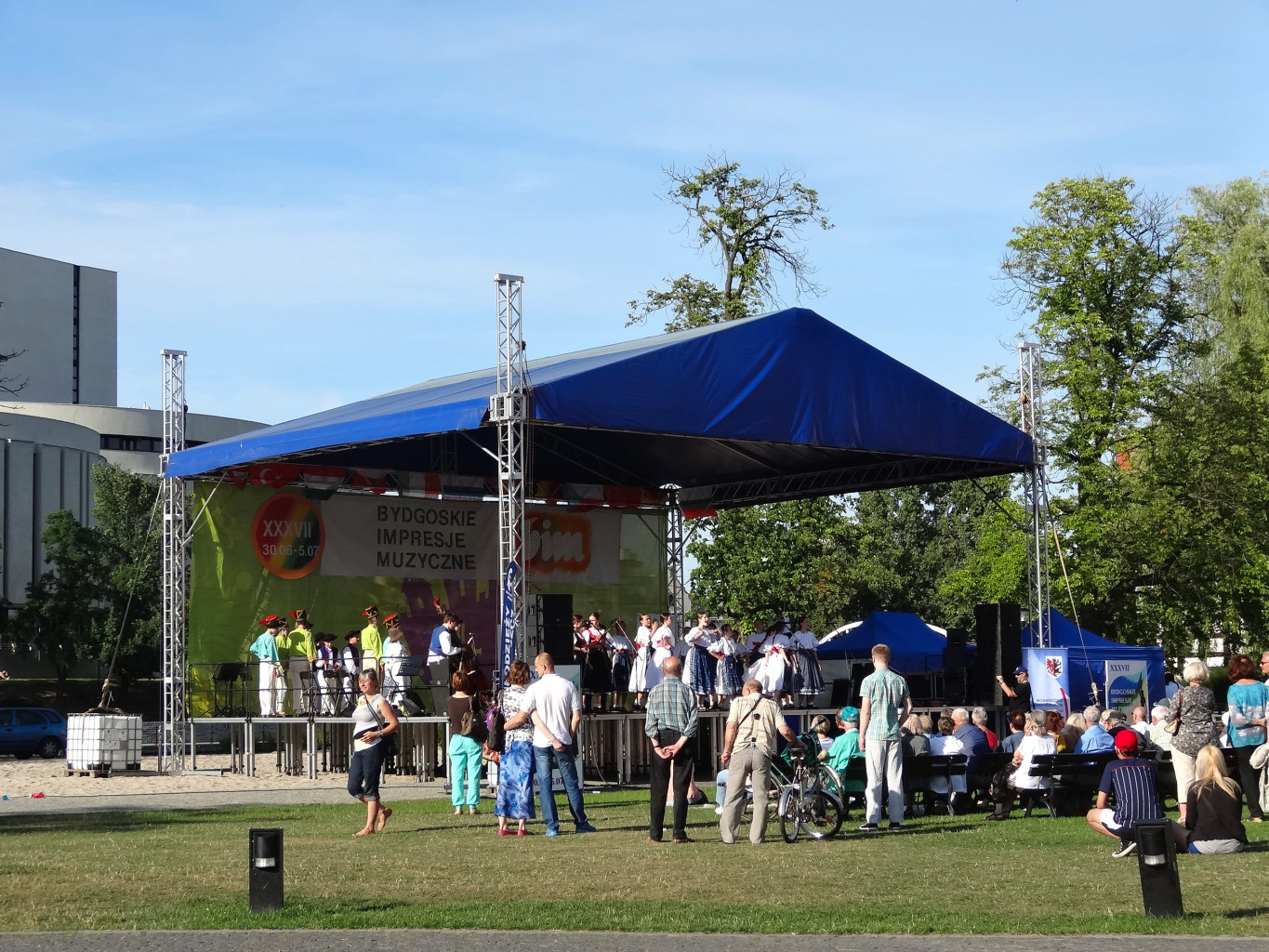
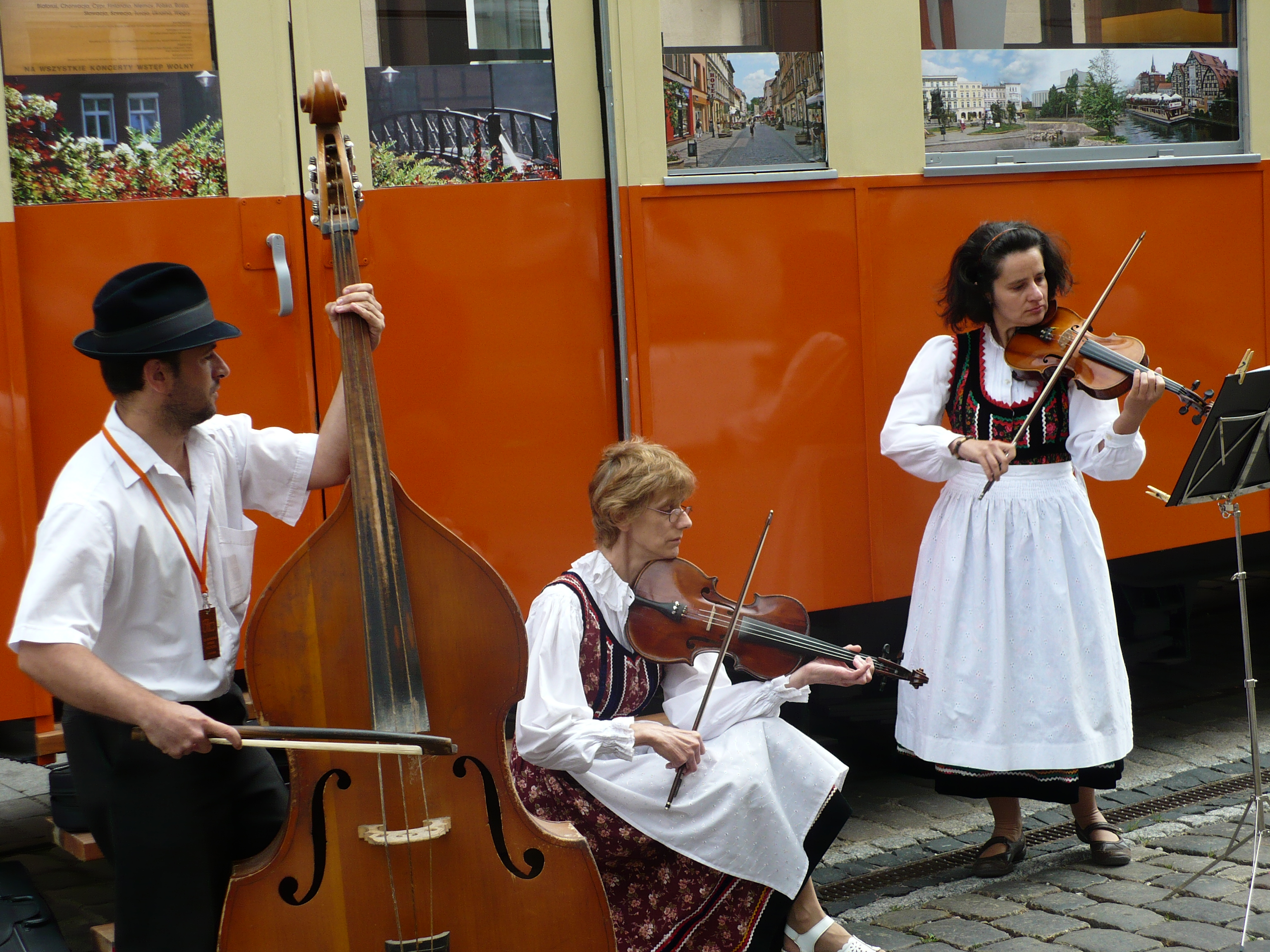